# Восстание Патриотов
Восстание Патриотов — восстание населения Нижней Канады (современный Квебек) против британского господства, которое вспыхнуло в 1837—1838 годах. Повстанцев поддержали США.

## История восстания
Восстание возглавила Партия патриотов. Она объединила как франкоязычных, так и англоязычных жителей провинции. Для первых восстание было национально-освободительной борьбой, для вторых — борьба за улучшение экономической, социальной и правовой ситуации. Повстанцы провозгласили независимую Республику Нижней Канады.
Причиной восстания стал многолетний конфликт между Законодательной Ассамблеей (парламентом) Нижней Канады и британской колониальной администрацией, опиравшейся на местных олигархов — клику Шато. Он происходил на фоне экономического и социального кризиса, вызванного ростом населения, прибытием тысяч ирландских иммигрантов и эпидемиями холеры. Местному самоуправлению не хватило полномочий для решения текущих проблем страны; правительство не было подконтрольно Законодательной Ассамблее, а верхняя палата — Законодательный совет, имевший широкие полномочия — не избирался, а назначался лейтенант-губернатором. Со своей стороны, Лондон отказывался расширить права Ассамблеи. Одним из непосредственных поводов к восстанию стало то, что лорд Рассел, британский колониальный секретарь Нижней Канады, отверг политический проект Папино, известный как 92 резолюции.
Ещё одним поводом было то, что франкоязычные канадцы (предки современных квебекцев), которые составляли от 70 % до 80 % населения, испытывали национальную и языковую дискриминацию.
Восстание возглавили франкоязычный канадец Луи-Жозеф Папино и англоязычный Роберт Нельсон.
Вместе с независимостью Патриоты провозгласили многочисленные правовые изменения: равные права для французского и английского языка, свободу вероисповедания, отделение церкви от государства и др.
Католическая церковь осудила восстание.
После продолжительных боёв с переменным успехом Патриоты потерпели поражение. Луи-Жозеф Папино бежал в Соединенные Штаты. Несколько революционеров повесили 15 февраля 1839 г., те, кто сдались — получили амнистию. 58 участников восстания, включая Луи-Леандра Дюшарма и Франсуа-Мориса Лепайера, были приговорены к смертной казни, которая позже была заменена депортацией в Австралию. В сентябре 1839 года они были отправлены на корабле HMS Buffalo в длительное и тяжелое путешествие в Новый Южный Уэльс.
По прибытии в Сидней в феврале 1840 года, Патриоты столкнулись с враждебностью местных жителей, напуганных слухами о  "пиратах и головорезах". Благодаря вмешательству католического епископа Джона Беда Полдинга, Патриотов не отправили на каторжный остров Норфолк, а поместили в Лонгботтомский Штокад недалеко от Сиднея, где они занимались строительством дорог.
Под давлением канадской общественности и международного сообщества, в 1844 году королева Виктория даровала Патриотам помилование.  Большинство из них вернулись в Канаду в период с 1844 по 1848 год. Дюшарм и Лепайер опубликовали свои мемуары о пережитых испытаниях. Некоторые изгнанники, например, Жозеф Марсо, решили остаться в Австралии.

### Последствия восстания
Восстание Патриотов, несмотря на поражение, имело далеко идущие последствия. По рекомендации лорда Дарэма, Нижняя и Верхняя Канада были объединены в одну провинцию с целью ассимиляции франкоканадского населения. Однако, Дарэм также рекомендовал ввести ответственное правительство, что стало одним из ключевых требований Патриотов. В 1848 году Провинция Канада получила ответственное правительство, став первой британской колонией, добившейся этого права. В середине 1850-х годов ответственное правительство без кровопролития было введено в австралийских колониях Новый Южный Уэльс, Тасмания и Новая Зеландия.

### Память о Патриотах
В Канаде и Австралии установлены памятники в честь сосланных Патриотов.  Их борьба за демократию  не забыта и служит напоминанием о важности  гражданских прав и свобод.
Следует отметить, что в тот самый период аналогичное восстание произошло и в англоязычной Верхней Канаде, где тоже была попытка провозгласить независимость. Но там восстание не носило национальный характер и не обрело заметных размеров.